# Нанешти (Марамуреш)
Нанешти (рум. Nănești) насеље је у Румунији у округу Марамуреш у општини Барсана. Oпштина се налази на надморској висини од 306 m.

## Становништво
Према подацима из 2002. године у насељу је живело 533 становника, од којих су сви румунске националности.